# Scalenus intermedius
Scalenus intermedius là một loài bọ cánh cứng trong họ Cerambycidae.